# Elenia
Elenia is een geslacht van kreeftachtigen uit de klasse van de Ichthyostraca.

## Soort
- Elenia australis Heymons, 1932